# John von Neumann Lecture
A John von Neumann Lecture é um prêmio anual de matemática aplicada da Society for Industrial and Applied Mathematics (SIAM). É dotado com US$ 5.000, associado a uma palestra, sendo via de regra entregue na reunião anual da SIAM. Homenageia John von Neumann.

## Laureados
- 1960 Lars Valerian Ahlfors
- 1961 Mark Kac
- 1962 Jean Leray
- 1963 Stanisław Ulam
- 1964 Solomon Lefschetz
- 1965 Freeman Dyson
- 1966 Eugene Paul Wigner
- 1967 Chia-Chiao Lin
- 1968 Peter Lax
- 1969 George Carrier
- 1970 James Hardy Wilkinson
- 1971 Paul Samuelson
- 1974 Jule Gregory Charney
- 1975 Michael James Lighthill
- 1976 René Thom
- 1977 Kenneth Arrow
- 1978 Peter Henrici
- 1979 Kurt Otto Friedrichs
- 1980 Keith Stewartson
- 1981 Garrett Birkhoff
- 1982 David Slepian
- 1983 Joseph Keller
- 1984 Jürgen Moser
- 1985 John Tukey
- 1986 Jacques-Louis Lions
- 1987 Richard Karp
- 1988 Germund Dahlquist
- 1989 Stephen Smale
- 1990 Andrew Majda
- 1992 Ralph Tyrrell Rockafellar
- 1994 Martin Kruskal
- 1996 Carl de Boor
- 1997 William Kahan
- 1998 Olga Ladyzhenskaya
- 1999 Charles Peskin
- 2000 Persi Diaconis
- 2001 David Donoho
- 2002 Eric Lander
- 2003 Heinz-Otto Kreiss
- 2004 Alan Clive Newell
- 2005 Jerrold E. Marsden
- 2006 George Papanicolaou
- 2007 Nancy Kopell
- 2008 David Gottlieb (The Effect of Local Features on Global Expansions)
- 2009 Franco Brezzi (Compatible Discretizations of PDE's)
- 2010 Bernd Sturmfels (Algebra: From Linear to Non-Linear)
- 2011 Ingrid Daubechies
- 2012 John Macleod Ball
- 2013 Stanley Osher
- 2014 Leslie Greengard
- 2015 Jennifer Tour Chayes
- 2016 Donald Knuth
- 2017 Bernard J. Matkowsky
- 2018 Charles Van Loan
- 2019 Margaret Hagen Wright
- 2020 Lloyd Nicholas Trefethen
- 2021 Chi-Wang Shu[1]